# Richland (Iowa)
Richland és una població dels Estats Units a l'estat d'Iowa. Segons el cens del 2000 tenia 587 habitants.

## Demografia
Segons el cens del 2000, Richland tenia 587 habitants, 251 habitatges, i 164 famílies. La densitat de població era de 294,3 habitants/km².
Dels 251 habitatges en un 32,3% hi vivien nens de menys de 18 anys, en un 53% hi vivien parelles casades, en un 10% dones solteres, i en un 34,3% no eren unitats familiars. En el 32,3% dels habitatges hi vivien persones soles el 16,3% de les quals corresponia a persones de 65 anys o més que vivien soles. El nombre mitjà de persones vivint en cada habitatge era de 2,34 i el nombre mitjà de persones que vivien en cada família era de 2,92.
Per edats la població es repartia de la següent manera: un 26,1% tenia menys de 18 anys, un 6,3% entre 18 i 24, un 26,6% entre 25 i 44, un 22,3% de 45 a 60 i un 18,7% 65 anys o més.
L'edat mediana era de 39 anys. Per cada 100 dones de 18 o més anys hi havia 88,7 homes.
La renda mediana per habitatge era de 32.813 $ i la renda mediana per família de 46.806 $. Els homes tenien una renda mediana de 31.442 $ mentre que les dones 20.521 $. La renda per capita de la població era de 14.726 $. Entorn de l'11,9% de les famílies i el 16,8% de la població estaven per davall del llindar de pobresa.

## Poblacions més properes
El següent diagrama mostra les poblacions més properes.